# Sanos S14
Sanos S14 – autobus jugosłowiański produkowany przez kilka ośrodków: Fabrika Automobila Priboj (FAP) (produkcja tylnych mostów, układu przeniesienia napędu i układu hamulcowego), fabryka Famos w Sarajewie (silniki i skrzynie biegów), fabryka w Skopje (nadwozia i montaż).

## Historia
W latach siedemdziesiątych Polska importowała z Jugosławii Sanosy S14, które cieszyły się na polskich szosach dużym uznaniem zarówno wśród kierowców, jak i pasażerów. Sprowadzała je firma POL-MOT, w sumie na polskich drogach pojawiło się 1500 sztuk tego modelu autobusudo roku 1980. Głównym krajowym odbiorcą był PKS. W Polsce jeździły różne wersje sanosów: miejska (z trzema parami automatyczne otwieranych drzwi, a także z dwiema parami; w obu wypadkach ograniczona liczba miejsc siedzących) i międzymiastowa, wykorzystywana także na trasach dalekobieżnych (zwykłe drzwi). Nowoczesna sylwetka – np. stylistyka układu: atrapy grilla, oprawy przednich reflektorów wzorowane na masce autobusu turystycznego Fiat 309 Menarini; komfort jazdy i niezawodność konstrukcji sprawiły, że niektóre modele Sanosów S14 można było jeszcze spotkać na trasach pod koniec lat 90. XX wieku.
Sanosy S14 (napędzane silnikami umieszczonymi z tyłu pojazdu) z powodzeniem konkurowały na trasach podgórskich (linie PKS obsługujące m.in. trasy do Zakopanego, Krynicy) pod względem komfortu podróżowania z popularnymi wtedy „ogórkami” Jelcz 043, czy wielkością pojazdu (liczbą miejsc) z pierwszymi Autosanami H9, których mankamentem była niewystarczająca – jak na wielkość i ciężar autobusu – moc i lokalizacja silnika, przez co musiały one znacznie zwalniać podczas podjazdu na wzniesienia (zresztą Sanosy także miały w stosunku do swojej dużej masy niezbyt dużą moc, przez co pod górę podjeżdżały powoli, na niskich biegach, chociaż na płaskim terenie mogły poruszać się z dużymi szybkościami).